# Bahama's op de Olympische Zomerspelen 1968
De Bahama's nam deel aan de Olympische Zomerspelen 1968 in Mexico-Stad, Mexico. In tegenstelling tot de vorige editie werd dit keer geen medaille gewonnen.

## Deelnemers

### Atletiek
| Olympiër                                                 | Discipline             | Resultaat | Prestatie                                           |
| -------------------------------------------------------- | ---------------------- | --------- | --------------------------------------------------- |
| Bernard Nottage                                          | 100m (m)               | 47e       | serie 5: 4e in 10,64                                |
| Tom Robinson                                             | 100m (m)               | DNF       | serie 6: niet gefinisht                             |
| Norris Stubbs                                            | 100m (m)               | 48e       | serie 4: 5e in 10,67                                |
| Edwin Johnson                                            | 200m (m)               | 26e       | serie 2: 6e in 21,22 kwartfinale 1: 7e in 21,41     |
| Bernard Nottage                                          | 200m (m)               | 31e       | serie 4: 4e in 21,31 kwartfinale 4: 8e in 21,53     |
| Norris Stubbs                                            | 200m (m)               | 41e       | serie 3: 6e in 21,64                                |
| Leslie Miller                                            | 400m (m)               | 40e       | serie 7: 7e in 46,99                                |
| Gerald Wisdom Tom Robinson Bernard Nottage Edwin Johnson | 4x400m (m)             | DNF       | serie: 4e in 39,4 halve finale 2: gediskwalificeerd |
| Gerald Wisdom                                            | verspringen (m)        | 30e       | kwalificatie: 30e met 6,99m                         |
| Timothy Barrett                                          | hink-stap-springen (m) | 20e       | kwalificatie: 20e met 15,79m                        |
| Anthony Balfour                                          | hoogspringen (m)       | 36e       | kwalificatie: 36e met 1,95m                         |

### Worstelen
| Olympiër         | Discipline            | Resultaat | Prestatie                                                   |
| ---------------- | --------------------- | --------- | ----------------------------------------------------------- |
| Robert Nihon     | -87kg vrije stijl (m) | 20e       | 1e ronde: V van URS Gurevitch 2e ronde: V van GBR Grinstead |
| Alexis Nihon jr. | -97kg vrije stijl (m) | 15e       | 1e ronde: V van POL Dlugosz 2e ronde: V van MGL Khorloogyn  |

### Zeilen
| Olympiër                                | Discipline | Resultaat | Prestatie                          |
| --------------------------------------- | ---------- | --------- | ---------------------------------- |
| Kenneth Albury                          | finn       | 28e       | 177 punten: (22-23-26-31-24-15DNS) |
| Durward Knowles Percival Knowles        | star       | 5e        | 63,4 punten: (6-DNS-2-3-4-9-14)    |
| Godfrey Kelly George Ramsey David Kelly | dragon     | 16e       | 117 punten: (DNF-DNF-17-14-9-9-10) |

Afghanistan · Algerije · Amerikaanse Maagdeneilanden · Argentinië · Australië · Bahama's · Barbados · België · Bermuda · Birma · Bolivia · Bondsrepubliek Duitsland · Brazilië · Brits-Honduras · Bulgarije · Canada · Centraal-Afrikaanse Republiek · Ceylon · Chili · Colombia · Congo-Kinshasa · Costa Rica · Cuba · Denemarken · Dominicaanse Republiek · Duitse Democratische Republiek · Ecuador · El Salvador · Ethiopië · Fiji · Filipijnen · Finland · Frankrijk · Ghana · Griekenland · Groot-Brittannië · Guatemala · Guinee · Guyana · Honduras · Hongarije · Hongkong · Ierland · IJsland · India · Indonesië · Irak · Iran · Israël · Italië · Ivoorkust · Jamaica · Japan · Joegoslavië · Kameroen · Kenia · Koeweit · Libanon · Libië · Liechtenstein · Luxemburg · Madagaskar · Maleisië · Mali · Malta · Marokko · Mexico · Monaco · Mongolië · Nederland · Nederlandse Antillen · Nicaragua · Nieuw-Zeeland · Niger · Nigeria · Noorwegen · Oeganda · Oostenrijk · Pakistan · Panama · Paraguay · Peru · Polen · Portugal · Puerto Rico · Roemenië · San Marino · Senegal · Sierra Leone · Singapore · Soedan · Sovjet-Unie · Spanje · Suriname · Syrië · Taiwan · Tanzania · Thailand · Trinidad en Tobago · Tunesië · Turkije · Tsjaad · Tsjecho-Slowakije · Uruguay · Venezuela · Verenigde Arabische Republiek · Verenigde Staten · Vietnam · Zambia · Zuid-Korea · Zweden · Zwitserland